# 长孙冲
长孙冲，河南洛阳人，唐朝驸马，长孙无忌之子。
贞观七年（633年），时任宗正少卿的长孙冲娶唐太宗第五女、他的表妹长乐公主李丽质，生子長孫延。贞观十七年（643年），长乐公主去世。显庆四年（659年），长孙无忌倒台，时任秘书监的长孙冲流放岭南。
另有子右屯卫兵曹参军长孙珣、长孙顼。长孙珣子长孙元适，通州刺史，赠兵部侍郎。长孙元适女鲁郡夫人长孙璀（735年—793年5月16日），嫁郭子仪第三子郭晞。

## 传记资料
- 《旧唐書》列传第十五·长孙无忌传